# ASC De Volewijckers in het seizoen 1971/72
Het seizoen 1971/1972 was het 18e jaar in het bestaan van de Amsterdamse betaaldvoetbalclub De Volewijckers. De club kwam uit in de Eerste divisie en eindigde daarin op de 18e plaats.

## Wedstrijdstatistieken

### Eerste divisie
|       | AZ '67 | Blauw-Wit | SC Cambuur | D.F.C. | Eindhoven | Fortuna Vlaardingen | Fortuna SC | De Graafschap | Haarlem | Heerenveen | Helmond Sport | Heracles | HVC   | PEC Zwolle | Roda JC | SVV   | Veendam | FC VVV | Wageningen | Willem II |
| ----- | ------ | --------- | ---------- | ------ | --------- | ------------------- | ---------- | ------------- | ------- | ---------- | ------------- | -------- | ----- | ---------- | ------- | ----- | ------- | ------ | ---------- | --------- |
| Thuis | 1 – 1  | 0 – 0     | 0 – 1      | 1 – 1  | 0 – 0     | 3 – 0               | 0 – 0      | 0 – 1         | 0 – 1   | 1 – 1      | 1 – 1         | 2 – 2    | 0 – 2 | 1 – 0      | 0 – 1   | 1 – 1 | 1 – 1   | 0 – 0  | 3 – 1      | 0 – 0     |
| Uit   | 1 – 0  | 2 – 0     | 3 – 1      | 0 – 4  | 3 – 2     | 0 – 1               | 4 – 0      | 1 – 1         | 6 – 0   | 0 – 0      | 1 – 3         | 1 – 1    | 3 – 2 | 2 – 1      | 3 – 1   | 1 – 0 | 0 – 0   | 2 – 0  | 2 – 1      | 0 – 1     |

## Statistieken De Volewijckers 1971/1972

### Eindstand De Volewijckers in de Nederlandse Eerste divisie 1971 / 1972
| Stand | Gespeeld | Gewonnen | Gelijk | Verloren | Punten | Doelpunten voor | Doelpunten tegen |
| ----- | -------- | -------- | ------ | -------- | ------ | --------------- | ---------------- |
| 18e   | 40       | 8        | 16     | 16       | 32     | 35              | 49               |

### Topscorers
| Competitie \| # \| Naam \| \| \| ------ \| ---------------- \| -- \| \| 1. \| Pim Waaijenberg \| 12 \| \| 2. \| Dick Fiene \| 5 \| \| 3. \| Tonny Coster \| 4 \| \| 3. \| Joop Lok \| 4 \| \| 5. \| Arnold van Haren \| 3 \| \| 5. \| Bob de Jongh \| 3 \| \| 7. \| Ben Verweij \| 2 \| \| 8. \| Co Meijer \| 1 \| \| 8. \| Cor Peil \| 1 \| \| Totaal \| Totaal \| 35 \| |                  |      |
| # | Naam             | Goal |
| 1. | Pim Waaijenberg  | 12   |
| 2. | Dick Fiene       | 5    |
| 3. | Tonny Coster     | 4    |
| 3. | Joop Lok         | 4    |
| 5. | Arnold van Haren | 3    |
| 5. | Bob de Jongh     | 3    |
| 7. | Ben Verweij      | 2    |
| 8. | Co Meijer        | 1    |
| 8. | Cor Peil         | 1    |
| Totaal | Totaal           | 35   |

## Voetnoten
AZ '67 ·
Blauw-Wit ·
SC Cambuur ·
D.F.C. ·
Eindhoven ·
Fortuna SC ·
Fortuna ·
De Graafschap ·
Haarlem ·
Heerenveen ·
Helmond Sport ·
Heracles ·
HVC ·
PEC Zwolle ·
Roda JC ·
SVV ·
Veendam ·
De Volewijckers ·
FC VVV ·
Wageningen ·
Willem II ·